# Saint-Ennemond
Saint-Ennemond est une commune française située dans le département de l'Allier, en région Auvergne-Rhône-Alpes.

## Géographie

### Localisation
Saint-Ennemond est un village situé au nord du département de l'Allier, à la limite du département de la Nièvre, bordé par les deux villages nivernais que sont Lucenay-lès-Aix et Dornes.
Ses communes limitrophes sont :
| Dornes (Nièvre) | Toury-Lurcy (Nièvre) | Lucenay-lès-Aix (Nièvre) |
| Aurouër         | Saint-Ennemond       |                          |
| Trévol          | Gennetines           |                          |

### Climat
Pour des articles plus généraux, voir Climat d'Auvergne-Rhône-Alpes et Climat de l'Allier.
En 2010, le climat de la commune est de type climat océanique dégradé des plaines du Centre et du Nord, selon une étude du CNRS s'appuyant sur une série de données couvrant la période 1971-2000. En 2020, Météo-France publie une typologie des climats de la France métropolitaine dans laquelle la commune est exposée à un climat océanique altéré et est dans la région climatique Centre et contreforts nord du Massif Central, caractérisée par un air sec en été et un bon ensoleillement.
Pour la période 1971-2000, la température annuelle moyenne est de 11,1 °C, avec une amplitude thermique annuelle de 15,8 °C. Le cumul annuel moyen de précipitations est de 775 mm, avec 12 jours de précipitations en janvier et 7,1 jours en juillet. Pour la période 1991-2020, la température moyenne annuelle observée sur la station météorologique de Météo-France la plus proche, sur la commune d'Yzeure à 13 km à vol d'oiseau, est de 11,9 °C et le cumul annuel moyen de précipitations est de 795,7 mm,. Pour l'avenir, les paramètres climatiques de la commune estimés pour 2050 selon différents scénarios d'émission de gaz à effet de serre sont consultables sur un site dédié publié par Météo-France en novembre 2022.

## Urbanisme

### Typologie
Au 1er janvier 2024, Saint-Ennemond est catégorisée commune rurale à habitat dispersé, selon la nouvelle grille communale de densité à 7 niveaux définie par l'Insee en 2022.
Elle est située hors unité urbaine. Par ailleurs la commune fait partie de l'aire d'attraction de Moulins, dont elle est une commune de la couronne,. Cette aire, qui regroupe 64 communes, est catégorisée dans les aires de 50 000 à moins de 200 000 habitants,.

### Occupation des sols

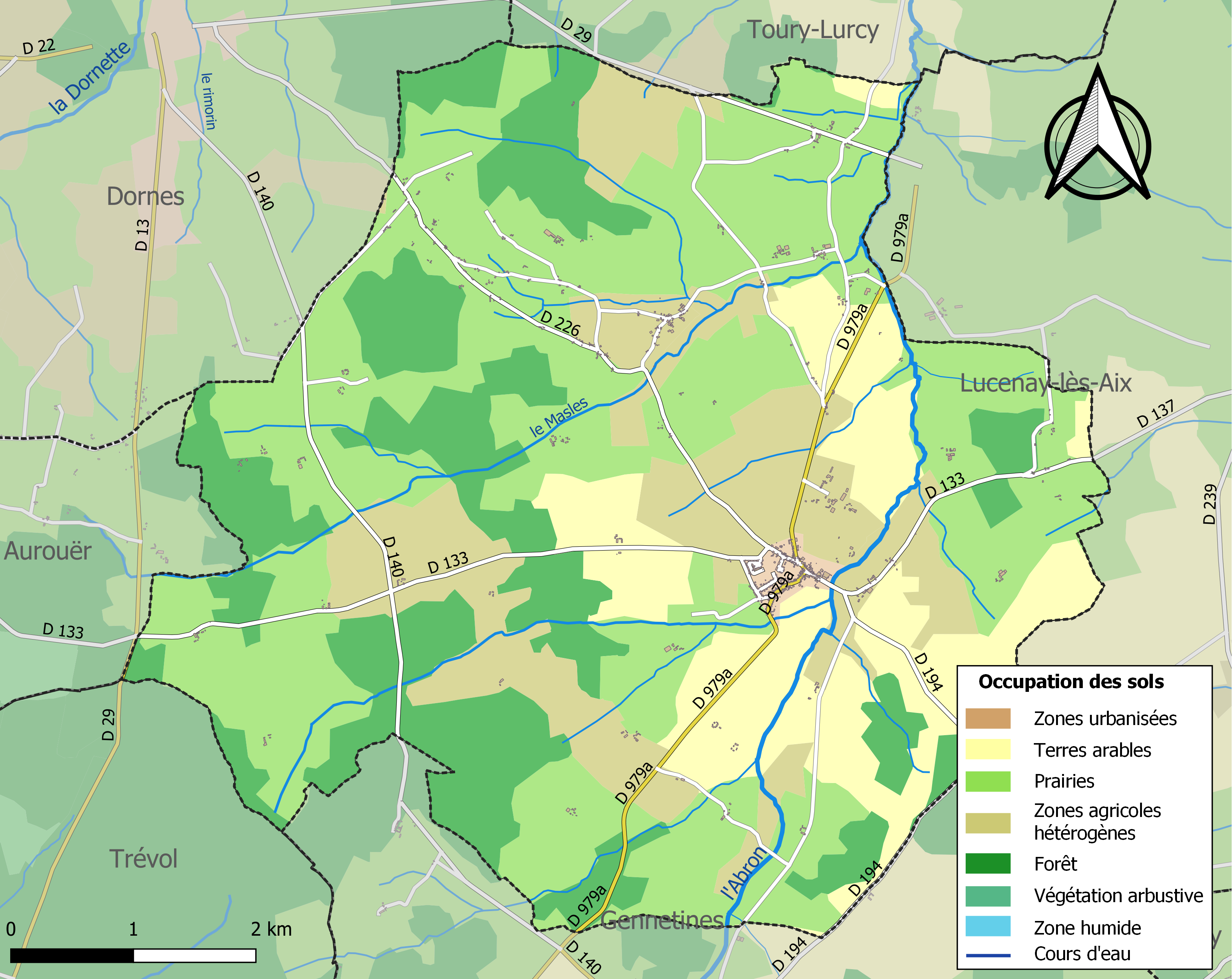
Carte des infrastructures et de l'occupation des sols de la commune en 2018 (CLC).

L'occupation des sols de la commune, telle qu'elle ressort de la base de données européenne d’occupation biophysique des sols Corine Land Cover (CLC), est marquée par l'importance des territoires agricoles (77,6 % en 2018), une proportion identique à celle de 1990 (77,6 %). La répartition détaillée en 2018 est la suivante : prairies (43,6 %), forêts (21,6 %), zones agricoles hétérogènes (18,4 %), terres arables (15,7 %), zones urbanisées (0,7 %).
L'IGN met par ailleurs à disposition un outil en ligne permettant de comparer l'évolution dans le temps de l'occupation des sols de la commune (ou de territoires à des échelles différentes). Plusieurs époques sont accessibles sous forme de cartes ou photos aériennes : la carte de Cassini (XVIIIe siècle), la carte d'état-major (1820-1866) et la période actuelle (1950 à aujourd'hui).

## Histoire
La commune doit son nom à saint Ennemond, évêque de Lyon, au VIIe siècle.
En 1791/1792, les communes de Saint-Ennemond et de Saint-Simphorien-sur-Abron ont fusionné pour donner la commune de Saint-Ennemond.
Pendant la période révolutionnaire de la Convention nationale (1792-1795), la commune prit le nom de Labron.

## Politique et administration
| Période                                  | Période                      | Identité                     | Étiquette | Qualité   |
| ---------------------------------------- | ---------------------------- | ---------------------------- | --------- | --------- |
| Les données manquantes sont à compléter. |                              |                              |           |           |
| 1790                                     | 1791                         | Jacques Guillaume Delaire    |           |           |
| 1791                                     | 1799                         | Pierre Fave des Thebaux      |           |           |
| 1799                                     | 1803                         | Joseph Coujard               |           |           |
| 1803                                     | 1807                         | Jean-Louis Brossard          |           |           |
| 1807                                     | 1815                         | Jean-Baptiste Jossinet       |           |           |
| 1815                                     | 1829                         | Jacques Devillemouze-Parchot |           |           |
| 1829                                     | 1836                         | Pierre Polycarpe Moreau      |           |           |
| 1836                                     | 1837                         | Claude Coujard               |           |           |
| 1837                                     | 1841                         | Guillaume Mousset            |           |           |
| 1842                                     | 1848                         | Claude Coujard               |           |           |
| 1848                                     | 1848                         | Jean Seulliet                |           |           |
| 1848                                     | 1853                         | Jacques Mousset              |           |           |
| 1853                                     | 1860                         | Claude Coujard               |           |           |
| 1860                                     | 1863                         | Jacques Mousset              |           |           |
| 1863                                     | 1870                         | Alfred Brunat                |           |           |
| 1870                                     | 1871                         | Eugène Joseph Vidar          |           |           |
| 1871                                     | 1878                         | Hilaire Bureau               |           |           |
| 1878                                     | 1908                         | Lucien Chateau               |           |           |
| 1908                                     | 1919                         | Etienne Gentil               |           |           |
| 1919                                     | 1929                         | Louis Reignier               |           |           |
| 1929                                     | 1931                         | Louis Gentil                 |           |           |
| 1931                                     | 1942                         | Jean-Baptiste Orphelin       |           |           |
| 1942                                     | 1971                         | Jacques Gaillard             |           |           |
| 1971                                     | 1973                         | Pierre Pindon                |           |           |
| 1973                                     | 1977                         | Louis Mussier                |           |           |
| 1977                                     | 1992                         | Jean Vallet                  |           |           |
| 1992                                     | 2020                         | Jean-Claude Lefebvre         |           |           |
| 2020                                     | En cours (au 8 juillet 2020) | Lydie Perot-Clavel           |           | Retraitée |

## Population et société

### Démographie
L'évolution du nombre d'habitants est connue à travers les recensements de la population effectués dans la commune depuis 1793. Pour les communes de moins de 10 000 habitants, une enquête de recensement portant sur toute la population est réalisée tous les cinq ans, les populations de référence des années intermédiaires étant quant à elles estimées par interpolation ou extrapolation. Pour la commune, le premier recensement exhaustif entrant dans le cadre du nouveau dispositif a été réalisé en 2007.

En 2022, la commune comptait 619 habitants, en évolution de −2,98 % par rapport à 2016 (Allier : −1,38 %, France hors Mayotte : +2,11 %).
| 1793 | 1800 | 1806 | 1821 | 1831 | 1836 | 1841 | 1846 | 1851 |
| ---- | ---- | ---- | ---- | ---- | ---- | ---- | ---- | ---- |
| 577  | 592  | 505  | 623  | 601  | 600  | 632  | 668  | 758  |

| 1856 | 1861 | 1866 | 1872 | 1876  | 1881  | 1886  | 1891  | 1896  |
| ---- | ---- | ---- | ---- | ----- | ----- | ----- | ----- | ----- |
| 784  | 783  | 869  | 906  | 1 003 | 1 114 | 1 105 | 1 157 | 1 075 |

| 1901  | 1906  | 1911 | 1921 | 1926 | 1931 | 1936 | 1946 | 1954 |
| ----- | ----- | ---- | ---- | ---- | ---- | ---- | ---- | ---- |
| 1 019 | 1 017 | 982  | 847  | 822  | 826  | 804  | 828  | 802  |

| 1962 | 1968 | 1975 | 1982 | 1990 | 1999 | 2006 | 2007 | 2012 |
| ---- | ---- | ---- | ---- | ---- | ---- | ---- | ---- | ---- |
| 827  | 827  | 658  | 671  | 649  | 617  | 645  | 649  | 649  |

| 2017 | 2022 | - | - | - | - | - | - | - |
| ---- | ---- | - | - | - | - | - | - | - |
| 626  | 619  | - | - | - | - | - | - | - |

## Culture locale et patrimoine

### Lieux et monuments
- Le château des Beaux Chevriers, connu sous le nom de château des Prosts ou de Beau Chevrier. Propriété privée.
- Église Saint-Laurent de Saint-Ennemond.

### Héraldique
|  | Les armes de la commune se blasonnent ainsi : Coupé au 1er de sinople au sanglier d'or, au 2e parti de gueules au chevron d'or et d'argent à la cloche de gueules. |